# Joža Herfort
Joža Herfort, slovenski pisatelj, lovec in urednik, * 28. februar 1911, Ljubljana, † 14. julij 1973, Sankt Johann pri Wolfsbergu.

## Življenje
Joža Herfort je bil sin preparatorja Narodnega muzeja v Ljubljani Viktorja Herforta. Živel je na Kodeljevem v Ljubljani, kjer je obiskoval osnovno šolo in gimnazijo. Od leta 1929 do 1934 je študiral na Medicinski fakulteti v Ljubljani, eno leto v Zagrebu in leta 1936 končal enoletno stažiranje v Ljubljani. Leta 1938 je odslužil vojaški rok na Blokah v Novi vasi, kjer je spoznal Bistro Pavletič, se leta 1938 z njo poročil in dobil dve hčerki. Za nekaj mesecev se je z družino preselil v Ponikve pri Dobrepolju, kjer je opravljal prvo službo kot splošni zdravnik v Zdravstveni zadrugi. Družil se je s slikarji Božidarjem Jakcem, Lojzom Perkom, ki je bil njegova poročna priča in Rajkom Slapernikom. V prostem času je veliko slikal, risal in fotografiral.
Od leta 1939 je kot splošni zdravnik v Kranju vodil ordinacijo vse do leta 1943, ko je bil zaradi pomoči in sodelovanja s partizani obsojen na usmrtitev. Žena Bistra je hčerkama v Begunjah na Gorenjskem na gradu Kacenštajn, kjer je bil Joža pridržan, dosegla, da ga niso usmrtili. Istega leta so ga internirali na Koroško v koncentracijsko taborišče Kraut v Avstriji, kjer je delal kot zdravnik. Po enem letu so ga izpustili, zaposlil se je v Bad Sankt Leonhard (Šentlenart) v Laboski dolini pri Irene Vlcek, lastnici lekarne in tovarne zdravil, ki mu je pomagala pri pridobitvi zdravniške licence. Vmes je bil lovski čuvaj in zakupnik lovišča. Po letu 1945 je izgubil stik z družino. Po šestih letih je javil, da ga ne bo domov, ker je zbolel za tuberkulozo. Od leta 1951 je ordiniral v svoji ambulanti v Sankt Johannu pri Wolfsbergu. Leta 1953 ga je tam obiskala družina, zahteval je razvezo in poročil Herto. Dobila sta hčer. Leta 1971 je zbolel za rakom na črevesju in dve leti kasneje umrl. Pokopan je v Sankt Johannu.

## Delo
Med študijem je pisal kratko prozo in jo objavljal v časopisih Naš rod, Slovenec, Razori, Gorenjec, Glas naroda. Bil je aktiven v Slovenskem lovskem društvu, pisal za glasilo Lovec, bil član Alpinistične šole TK Skala v Ljubljani, za katero je fotografiral živali, imel predavanja in razstave. Leta 1940 je skupaj z Jožo Vovkom urejal prilogo Gorenjček časopisa Gorenjec. Njegovi opisi živali, namenjeni lovcem in ljubiteljem narave, so literarno stremljivi in se navezujejo na tovrstno literaturo Frana Erjavca.

### Knjige
- Zelena bratovščina (1940) (COBISS) – lovske povesti, ki jih je sam ilustriral
- Živa mavrica (1938) (COBISS) – zbirka literariziranih opisov živali